# Structuurchemie
De structuurchemie is dat onderdeel van de scheikunde dat zich bezighoudt met de structuur van materialen: 
- hoe de moleculen eruitzien, waar de atomen en bindingen zich qua positie bevinden - de zogenaamde ruimtelijke oriëntatie.
- wat de beweeglijkheid van de moleculen is.
- welke interacties moleculen met elkaar kunnen aangaan, en welke atomen daarvoor verantwoordelijk zijn.

Om deze dingen te kunnen bestuderen wordt gebruikgemaakt van een aantal verschillende technieken:
- Microgolfspectroscopie: Door absorptiespectra voor microgolven van gasvormige moleculen te bestuderen kan men rotatie van de moleculen bestuderen.
- Infraroodspectroscopie : Door absorptiespectra voor infrarood te bestuderen (normaal gesproken in de vaste fase of vloeibare fase), kan de sterkte van chemische bindingen en de rotatie om die bindingen (interne vrijheidsgraden) worden bestudeerd.
- Röntgendiffractie: Door diffractie van röntgenstraling te bestuderen kan een uitspraak worden gedaan over de locatie van de atomen in min-of-meer geordende structuren (vaak vezels, poeders, kristallen)
- Kernspinresonantie: Door resonantie van de spin van de atoomkernen te bestuderen kan de locatie van sommige typen atomen in een molecuul worden bepaald, alsmede een aantal andere eigenschappen. Dit gebeurt veelvuldig voor moleculen in oplossing, maar kan ook op vaste stoffen worden toegepast.

Ook worden computertechnieken gebruikt om structuren te analyseren:
- moleculaire mechanica bestudeert een stationair molecuul. Hiermee kan de interne energie van een molecuul als functie van de geometrie van de atomen worden berekend aan de hand van een empirisch krachtveld.
- moleculaire dynamica bestudeert een molecuul of een groot aantal moleculen met een vereenvoudigd krachtveld door de bewegingsvergelijkingen op te lossen en te zien hoe de moleculen in de tijd bewegen.

Op basis van de bevindingen worden in de structuurchemie regels opgesteld waaraan een verbinding moet voldoen om stabiel te zijn. Deze regels kunnen vervolgens een uitdaging vormen om de volgens de theorie stabiele verbinding ook daadwerkelijk te maken. Het probleem daarbij is dat tijdens een synthese een in principe stabiele verbinding ontstaat met een hoop extra energie van de reactie. Soms is deze hoeveelheid groot genoeg om meteen verder te kunnen reageren.
Een voorbeeld van een wel gelukte synthese is die van E-cyclohepteen.